# Indiska MRCA-tävlingen
Indiska MRCA-tävlingen eller Indian MRCA competition (Indian Air Force Medium Multi-Role Combat Aircraft Competition) är en tävling även kallad MRCA Tender (MRCA-anbudet) som det Indiska försvarsdepartementet utlyst för upphandling av 126 stycken Multi-roll stridsflygplan till ett värde av 42.000 Crore eller cirka 10,5 miljarder dollar. I april 2011 meddelade det indiska försvarsdepartementet att Saab tillsammans med Boeing Integrated Defense Systems, Lockheed Martin och Mikojan-Gurevitj inte går vidare för slutförhandling. Det indiska valet stod istället mellan Eurofighter GmbH och Dassault Aviation. Den 31 januari 2012 meddelade indiska försvarsdepartementet, att de valde att gå vidare med offerten på 126 flygplan från franska Rafale. Den franska offerten värderades till ett värde på 10 miljarder U.S dollar. Vilket senare reducerades till 36 individer av det franska stridsflygplanet. Anledningen till reduceringen av flygplan, berodde på oenighet gällande lokaliseringen av tillverkningen. Indien ville tillverka dom i Indien, medan Frankrike inte vill släppa någon tekniköverföring. Sommaren 2015 stängde Indien officiellt upphandlingen, men flera initierade personer menade att de 36 Dassault Rafale behöver kompletteras i framtiden, och kommer då antagligen upphandlas enligt "government-to-government", det till säga en direktupphandling mellan Indiska staten och en annan stat.

## Tävlande
I anbudstävlingen ingick från början sex stycken olika bolag med stridsflygplan som utgör de senaste inom området.
 Dassault AviationDassault Rafale
 Eurofighter GmbHEurofighter Typhoon
 Lockheed MartinF-16IN Super Viper
 Boeing Integrated Defense SystemsF/A-18E/F Super Hornet
 Saab ABJAS 39 NG (IN)
 Mikojan-GurevitjMiG-35 Fulcrum-F